# Farad
Farad (kí hiệu: F) là đơn vị đo điện dung, khả năng lưu trữ dòng điện của một vật thể, trong hệ SI, lấy tên theo nhà vật lí và hóa học Anh Michael Faraday (1791–1867).

## Định nghĩa
Một farad bằng lượng điện tích cần cung cấp để tạo ra chênh lệch điện thế {\displaystyle 1\,\mathrm {V} }.
{\displaystyle 1\,\mathrm {F} =1\,\mathrm {\frac {C}{V}} =1\,\mathrm {\frac {A\cdot s}{V}} =1\,\mathrm {\frac {A^{2}\cdot s^{4}}{kg\cdot m^{2}}} .}
Trên thực tế, {\displaystyle 1\,\mathrm {F} } là rất lớn đối với một tụ điện thông thường. Thông thường, các tụ điện thường đo được trong khoảng từ {\displaystyle \mathrm {pF} } cho tới {\displaystyle \mathrm {mF} }.

## Kết hợp với các tiền tố SI
| Tiền tố | Đơn vị tạo thành | Giá trị    | Cách đọc bội sô |
| ------- | ---------------- | ---------- | --------------- |
| Y       | YF               | 1 × 1024 F | Yottafarad      |
| Z       | ZF               | 1 × 1021 F | Zettafarad      |
| E       | EF               | 1 × 1018 F | Exafarad        |
| P       | PF               | 1 × 1015 F | Petafarad       |
| T       | TF               | 1 × 1012 F | Terafarad       |
| G       | GF               | 1 × 109 F  | Gigafarad       |
| M       | MF               | 1 × 106 F  | Megafarad       |
| k       | kF               | 1 × 103 F  | Kilofarad       |
| h       | hF               | 1 × 102 F  | Hectofarad      |
| da      | daF              | 1 × 101 F  | Decafarad       |

| Tiền tố | Đơn vị tạo thành | Giá trị     | Cách đọc ước sô |
| ------- | ---------------- | ----------- | --------------- |
| d       | dF               | 1 × 10−1 F  | Decifarad       |
| c       | cF               | 1 × 10−2 F  | Centifarad      |
| m       | mF               | 1 × 10−3 F  | Millifarad      |
| μ       | μF               | 1 × 10−6 F  | Microfarad      |
| n       | nF               | 1 × 10−9 F  | Nanofarad       |
| p       | pF               | 1 × 10−12 F | Picofarad       |
| f       | fF               | 1 × 10−15 F | Femtofarad      |
| a       | aF               | 1 × 10−18 F | Attofarad       |
| z       | zF               | 1 × 10−21 F | Zeptofarad      |
| y       | yF               | 1 × 10−24 F | Yoctofarad      |